# Kosynierzy Wrocław
Kosynierzy Wrocław – drugi najstarszy w Polsce klub lacrosse z siedzibą we Wrocławiu, założony 7 marca 2008 roku.

## Historia klubu
Tomasz Kędzia, założyciel klubu, spotkał się pierwszy raz z lacrosse podczas praktyk studenckich w Czechach w 2007 roku. Gdy wrócił do Polski, zaczął szukać chętnych do gry w lacrosse w Polsce. Poprzez kontakt na forach internetowych zawiązała się grupa entuzjastów, gotowa dołożyć starań, by założyć klub sportowy. Prezydent Europejskiej Federacji Lacrosse (ELF) Peter Mundy skontaktował się Tomaszem Kędzią w związku z inicjatywą utworzenia w Polsce ośrodków tego sportu, a zarazem zaoferował swoją pomoc w postaci dostaw sprzętu i wysłania szkoleniowców do Polski. Równocześnie ruszyła inicjatywa lacrosse w Poznaniu. Tak narodziły się pierwsze drużyny w Polsce – Poznań Hussars i Kosynierzy Wrocław.
7 marca 2008 decyzją Prezydenta Miasta Wrocławia Klub Sportowy Kosynierzy Wrocław został wpisany do Ewidencji Klubów Sportowych.
Nazwa klubu jest nawiązaniem do sekcji koszykarskiej Śląska Wrocław.
Pierwszy oficjalny mecz lacrosse Kosynierzy rozegrali przeciwko Poznań Hussars 17 kwietnia 2008 we Wrocławiu na boisku przy ulicy Sztabowej. Mecz zakończył się remisem 5:5.
Sekcja żeńska (Kosynierki Wrocław) rozpoczęła treningi w marcu 2009 roku. Obecnie trenerem kobiet jest Beata Juchniewicz.

## Zawodnicy

### Sezon 2021[1]
- Michał Gładki
- Tomasz Gładki
- Marcin Janiszewski
- Dawid Kaczmarski
- Bartosz Kajor
- Paweł Kowal
- Maciej Krupniewski
- Kasper Ladra
- Mieszko Mastelarczyk
- Ryszard Matkowski
- Igor Mrozowski
- Kevin Parker
- Grzegorz Pasek
- Miłosz Pellowski
- Jan Rydzak
- Tymoteusz Skubiński
- Daniel Smaza
- Jan Śmigiel
- Krzysztof Śmigiel
- Tymon Sornat
- Kajetan Statkiewicz
- Bartosz Szyszkowski
- Tomasz Trznadel
- Adam Tymorek
- Piotr Węgrzyk

### Silesia Cup 2015[2]
- Dawid Zajac
- Tomasz Duong
- Paweł Kowal
- Mikołaj Żurkowski
- Aleksander Podolak
- Daniel Węgrzyk
- Piotr Węgrzyk
- Eduardo Costa
- Daniel Smaza
- Jan Rydzak
- Michał Filipek
- Kuba Filipek
- Piotr Ubysz
- Kamil Ciepły
- Luke Stypulkowski
- Michał Walczak
- Mikołaj Śmigiel
- Kuba Totoń
- Ryszard Matkowski
- Błażej Rokicki
- Kajetan Statkiewicz
- Michał Borkowski
- Marcin Janiszewski
- Miłosz Pellowski

### 2011

#### Bramkarze
- Tomasz Duong
- Konrad Masztalerz
- Mateusz Rydzak

#### Obrońcy
- Rafał Baranowski (Kokos)
- Maciej Broda
- Bartosz Kajor
- Paweł Kowal
- Miłosz Pellowski
- Aleksander Podolak
- Daniel Smaza
- Daniel Węgrzyk

#### Pomocnicy
- Michał Filipek
- Remigiusz Hryniewicki
- Tomasz Kędzia
- Maciej Krupniewski
- Piotr Kulesa
- Tomasz Lisiecki
- Paweł Panejko
- Damian Piekarz
- Jan Rydzak
- Kajetan Statkiewicz
- Jakub Totoń
- Michał Walczak
- Piotr Węgrzyk

#### Napastnicy
- Grzegorz Wnuk
- Marcin Janiszewski
- Jacek Litmanowski
- Ryszard Matkowski
- Błażej Rokicki
- Wojciech Filipek

## Osiągnięcia
- Mistrzostwa Polski[3]:
  -  2. miejsce w sezonie 2010/2011
  -  1. miejsce w sezonie 2011/2012
  -  1. miejsce w sezonie 2012/2013
  -  1. miejsce w sezonie 2014/2015
  -  1. miejsce w sezonie 2015/2016
  -  1. miejsce w sezonie 2016/2017
  -  1. miejsce w sezonie 2018
  -  1. miejsce w sezonie 2019
  -  1. miejsce w sezonie 2021
  -  1. miejsce w sezonie 2022
  -  1. miejsce w sezonie 2023

- Puchar Polskiej Federacji Lacrosse
  -  1. miejsce w 2020 r.

- Silesia Cup[2]:
  -  3. miejsce w 2010 r.
  -  2. miejsce w 2011 r.
  -  5. miejsce w 2019 r.
  -  3. miejsce w 2013 r.
  -  1. miejsce w 2014 r.
  -  3. miejsce w 2015 r.
  -  1. miejsce w 2016 r.
  -  1. miejsce w 2017 r.
  -  2. miejsce w 2018 r.
  -  4. miejsce w 2019 r.
  -  1. miejsce w 2020 r.
- Poznań Open:
  -  1. miejsce w 2009 r.
  -  2. miejsce w 2010 r.

## Zdjęcia

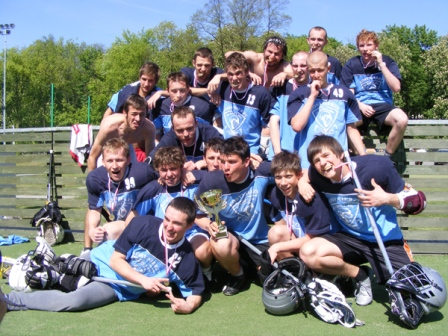
Kosynierzy Wrocław po zwycięskim turnieju w Poznaniu
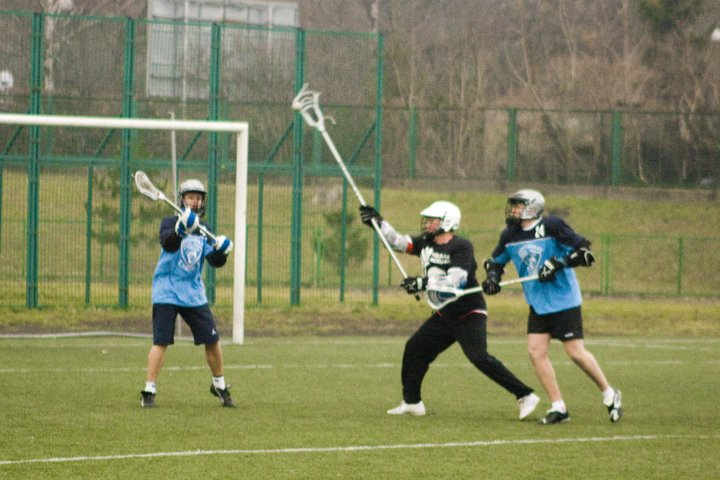
Kosynierzy Wrocław vs. Poznań Hussars
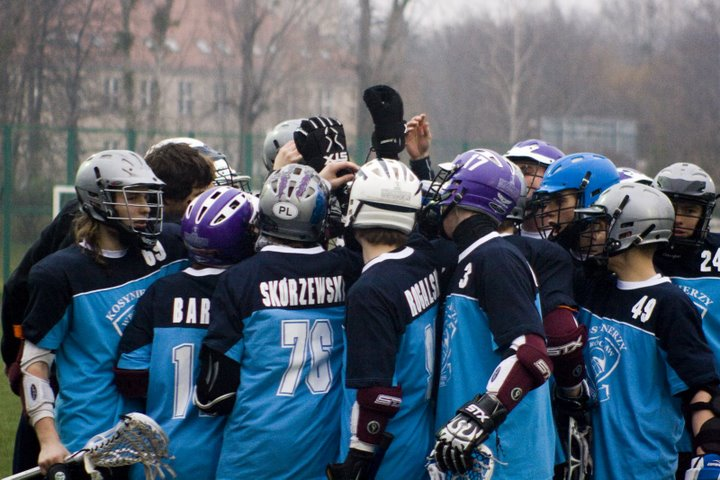
Kosynierzy Wrocław przed meczem